# Copa Final Four 2008
La I Copa Final Four de Voleibol Femenino se celebró del 3 al 7 de setiembre de 2008 en la ciudad de Fortaleza, Brasil.

## Equipos participantes
| Confederación | Selecciones               |
| ------------- | ------------------------- |
| CSV           | Argentina Brasil          |
| NORCECA       | Cuba República Dominicana |

## Primera fase

### Resultados
| Fecha    | Encuentro                        | Resultado | Set   | Set   | Set   | Set   | Set | Puntuación total |
| Fecha    | Encuentro                        | Resultado | 1     | 2     | 3     | 4     | 5   | Puntuación total |
| -------- | -------------------------------- | --------- | ----- | ----- | ----- | ----- | --- | ---------------- |
| 03-09-08 | Cuba - República Dominicana      | 1-3       | 16-25 | 25-21 | 24-26 | 14-25 |     | 79-97            |
| 03-09-08 | Brasil - Argentina               | 3-0       | 25-19 | 25-15 | 25-17 |       |     | 75-51            |
| 04-09-08 | Argentina - Cuba                 | 0-3       | 20-25 | 20-25 | 20-25 |       |     | 60-75            |
| 04-09-08 | Brasil - República Dominicana    | 3-1       | 15-25 | 25-19 | 25-22 | 25-12 |     | 90-78            |
| 05-09-08 | Argentina - República Dominicana | 0-3       | 12-25 | 19-25 | 17-25 |       |     | 48-75            |
| 05-09-08 | Brasil - Cuba                    | 3-0       | 25-18 | 25-15 | 25-13 |       |     | 75-46            |

### Clasificación
| Pos | Equipo               | PJ | PG | PP | SF | SC | PTS |
| --- | -------------------- | -- | -- | -- | -- | -- | --- |
| 1   | Brasil               | 3  | 3  | 0  | 9  | 1  | 6   |
| 2   | República Dominicana | 3  | 2  | 1  | 7  | 4  | 5   |
| 3   | Cuba                 | 3  | 1  | 2  | 4  | 6  | 4   |
| 4   | Argentina            | 3  | 0  | 3  | 0  | 9  | 3   |

## Fase final
|  | Semifinales          | Semifinales |   |      | Final                | Final |  |
|  |                      |             |   |      |                      |       |  |
|  |                      |             |   |      |                      |       |  |
|  |                      |             |   |      |                      |       |  |
|  | República Dominicana | 3           |   |      |                      |       |  |
|  | Cuba                 | 0           |   |      |                      |       |  |
|  |                      |             |   |      |                      |       |  |
|  |                      |             |   |      |                      |       |  |
|  |                      |             |   |      | República Dominicana | 0     |  |
|  |                      | Brasil      | 3 |      |                      |       |  |
|  |                      |             |   |      |                      |       |  |
|  |                      |             |   |      |                      |       |  |
|  |                      |             |   |      | 3º puesto            |       |  |
|  |                      |             |   |      |                      |       |  |
|  | Brasil               | 3           |   | Cuba | 1                    |       |  |
|  | Argentina            | 0           |   |      | Argentina            | 3     |  |

### Semifinales
| Fecha    | Encuentro                   | Resultado | Set   | Set   | Set   | Set | Set | Puntuación total |
| Fecha    | Encuentro                   | Resultado | 1     | 2     | 3     | 4   | 5   | Puntuación total |
| -------- | --------------------------- | --------- | ----- | ----- | ----- | --- | --- | ---------------- |
| 06-09-08 | República Dominicana - Cuba | 3-0       | 25-17 | 25-18 | 25-20 |     |     | 75-55            |
| 06-09-08 | Brasil - Argentina          | 3-0       | 25-15 | 25-12 | 25-12 |     |     | 75-39            |

### Finales
| Fecha    | Encuentro                     | Resultado | Set   | Set   | Set   | Set   | Set | Puntuación total |
| Fecha    | Encuentro                     | Resultado | 1     | 2     | 3     | 4     | 5   | Puntuación total |
| -------- | ----------------------------- | --------- | ----- | ----- | ----- | ----- | --- | ---------------- |
| 07-09-08 | Cuba - Argentina              | 1-3       | 24-26 | 19-25 | 25-16 | 22-25 |     | 90-92            |
| 07-09-08 | República Dominicana - Brasil | 0-3       | 21-25 | 17-25 | 18-25 |       |     | 75-56            |

## Campeón
| Brasil           |
| Campeón          |
| BRASIL 1º título |

## Clasificación general
| Pos | Equipo               |
| --- | -------------------- |
| 1   | Brasil               |
| 2   | República Dominicana |
| 3   | Argentina            |
| 4   | Cuba                 |